# Église Notre-Dame-de-l'Assomption de Belvès

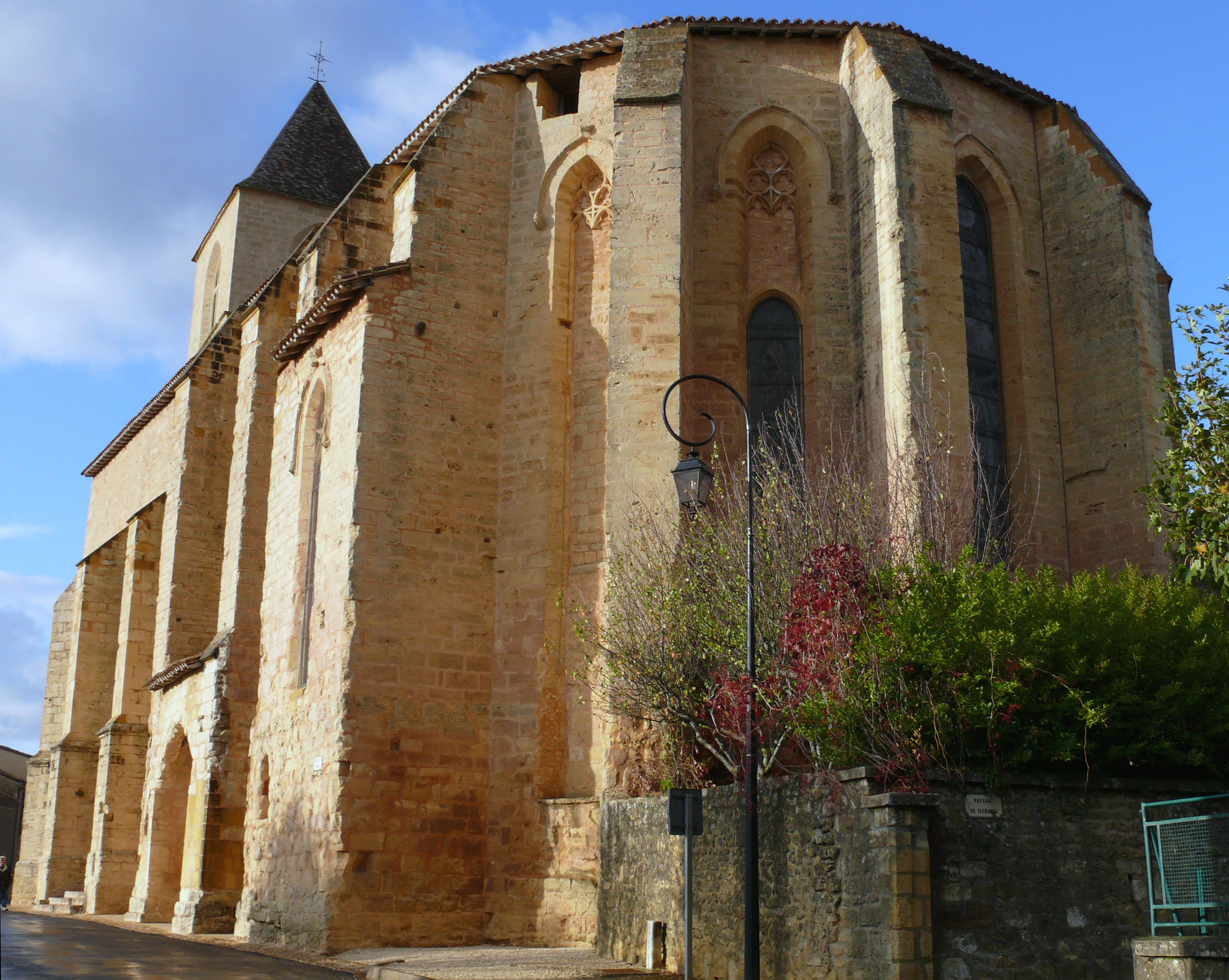
Chevet

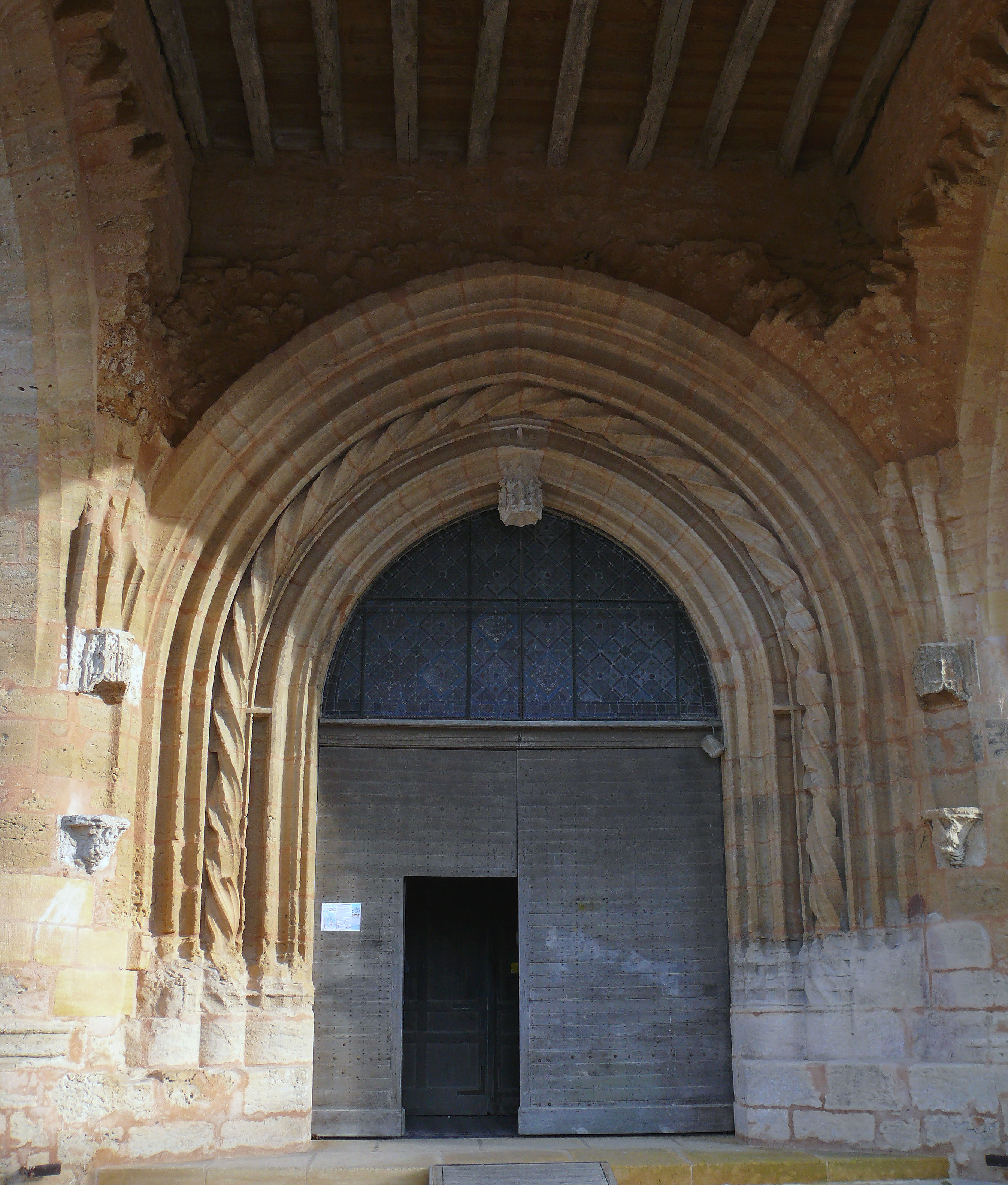
Portail

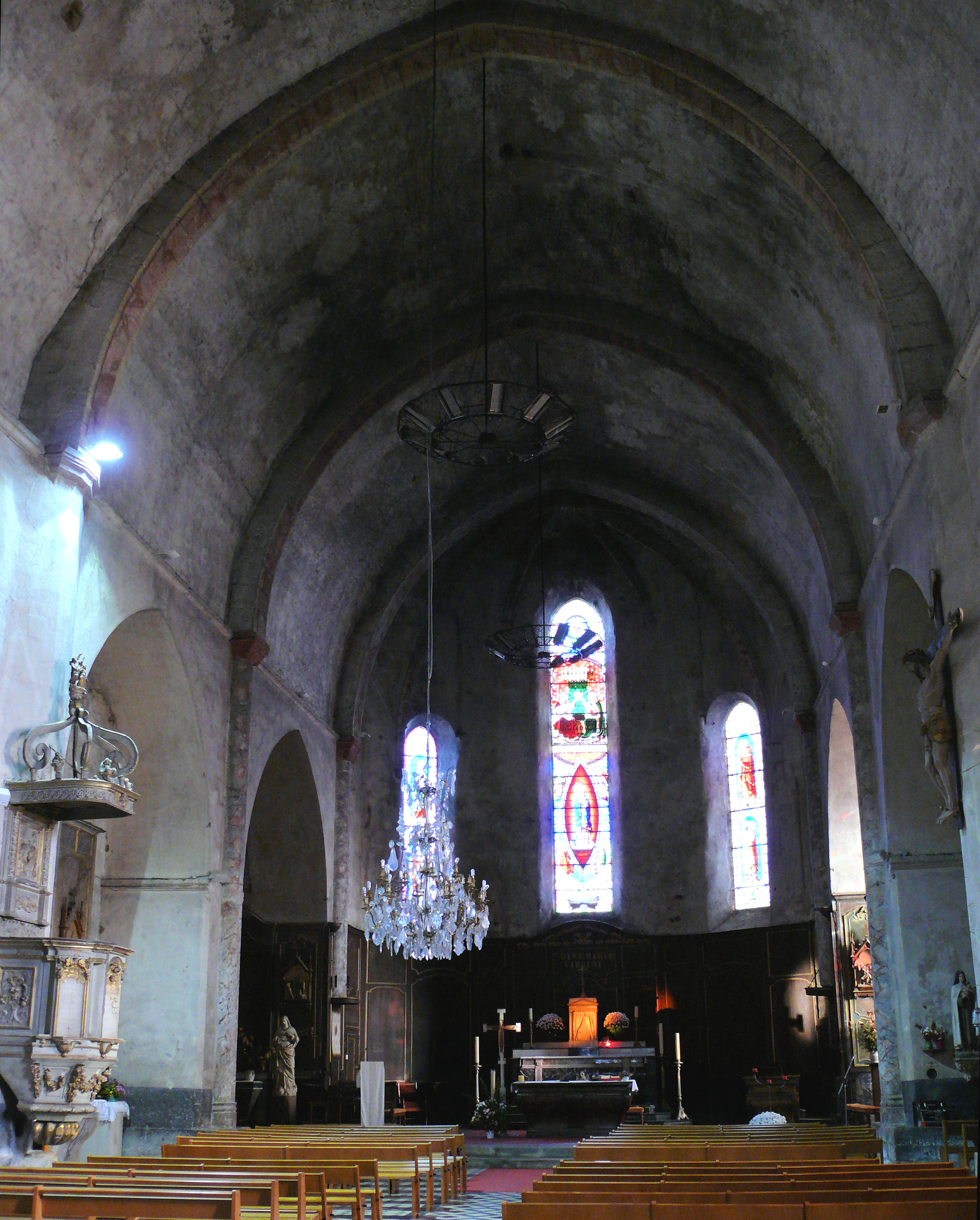
Nef avant restauration, avec la chaire à prêcher du couvent des Frères Prêcheurs

L'église Notre-Dame-de-l'Assomption de Belvès, dans le département de la Dordogne, était autrefois appelée église Notre-Dame de Montcuq. Elle fait partie de la paroisse Notre-Dame de Capelou.

## Historique

### Fondation de l'abbaye
Une abbaye bénédictine sous le règne de Louis le Pieux, sur la hauteur de Montcuq, près de la ville de Belvès.
Un raid de Vikings remonte la vallée de la Dordogne en 830 puis en 848. Ils pillent le Périgord et font de nombreuses destructions. Charles le Chauve réussit à détruire neuf bateaux. Les premiers bâtiments de l’abbaye, probablement construite en bois, sont détruits.
L'abbaye sort détruite de ces incursions. Une restauration de l’abbaye est faite en 853 par Odon, un disciple de saint Benoît d'Aniane. Il est soutenu par Abbon, abbé de l’abbaye Saint-Martial de Limoges. Il donne à l’abbaye de Belvès les reliques de saint Justinien, un enfant baptisé par saint Martial lui-même et mort martyr à quarante jours.

### Restauration de l'abbaye et transformation en prieuré
Nouvelle incursion des Vikings vers 864. Nouvelle destruction de l'abbaye. À la fin du IXe siècle l'abbaye est restaurée et transformée en prieuré. Il ne reste rien aujourd'huy de cette église.On peut supposer que seul le chœur était probablement construit en pierre, le reste aurait pu être en bois.
On a noté en 1140 que le prieur de Belvès est le témoin d'une donation faite à l'abbaye de Cadouin.
L’église Notre-Dame de Montcuq est citée dans une bulle du pape Eugène III datée de 1153.
 
Le prieur de Belvès est le curé de Belvès et nomme alors le vicaire perpétuel de la chapelle Saint-Nicolas, ou chapelle du château, qui se trouve à l'intérieur du castrum de Belvès (cette chapelle est citée dans un acte de 1262, elle est détruite lors de l'effondrement d'une partie des remparts en 1782). Mais la bulle transfère les droits du prieuré de Belvès à l’abbaye de Sarlat. À partir de cette date, c’est l’abbé de Sarlat qui nommera le recteur de la cure de Belvès.
Pendant la croisade contre les Albigeois, l'église est détruite probablement en 1212, par Martin d'Algays, le chef cathare retranché au chateau de Biron. Puis entre 1212 et 1214, l'archevêque de Bordeaux va commencer à acquérir auprès des seigneurs de la ville des parties de la seigneurie de Belvès.

### Reconstructions de l'église au XIIIeet XVesiècles
Entre 1250 et 1270, sous le règne de Louis IX, le prieur entreprend la reconstruction de l'église.

Guillaume Aymoin lègue par testament, en 1269, à l’archevêque de Bordeaux sa partie de la coseigneurie. Ce dernier a acquis progressivement les sept coseigneuries de Belvès et est devenu le seul seigneur de Belvès qu’il détient en franc-alleu, c’est-à-dire qu’il détient la seigneurie sans être vassal du comte de Périgord ou du roi de France.

Profitant d'une période d'accalmie, l’archevêque de Bordeaux, Bertrand de Got, séjourne à Belvès entre septembre et octobre 1304 où il reçoit les hommages de ses vassaux. Il est logé chez un bourgeois de la ville aux frais du prieuré. L’année suivante Bertrand de Got devient pape sous le nom de Clément V.
Le 20 juin 1309, le pape Clément V envoie deux bulles, une à Guillaume Marché, recteur de Belvès et chanoine de Saint-Astier, l’autre à l’abbé de Sarlat, prieur de Saint-Avit-Sénieur et doyen d’Issigeac, les autorisant à s’absenter pendant deux ans de leurs charges pour quêter dans tout le diocèse de Périgueux au profit de la reconstruction de l’église de Belvès.
À l'été 1345, les troupes anglaises de lord Derby ont pris Belvès.
En 1347 et 1348, la peste noire ravage l'Europe. L’archevêque de Bordeaux, Amanieu de Case, vient se réfugier à Belvès en 1348. Il y succombe de la peste et est enterré dans l’église du couvent des Dominicains de Belvès.
À la suite de la défaite du roi de France à la bataille de Poitiers, le traité de Brétigny place le Périgord sous domination anglaise. Une augmentation des impôts décidée en 1369 par le Prince Noir entraîne la révolte de la population d’Aquitaine. Les troupes anglaises sont chassées de Belvès.
En 1371, le pape Grégoire XI accorde des indulgences pour ceux qui contribueront à la restauration de l’église Notre-Dame de Moncuq. L'année suivante est une année de famine et grande misère. Pour soutenir les finances du prieuré, l’évêque de Sarlat, Jean de Reveillon, réunit  les bénéfices de l’église de Grives au prieuré de Belvès. Une garnison anglaise stationne à Belvès à partir de 1409 et fait des ravages dans le pays avoisinant. Belvès est reprise par l'armée française après un mois de siège, en 1442. La paix revient après la défaite des troupes anglaises à la bataille de Castillon en 1453.
Entre 1470 et 1569, le prieuré a eu des écoles renommées dans toute l'Aquitaine.
La région sort de cette longue période de trouble en ruines. Le terrier de Belvès signale que la moitié des maisons de la ville sont en ruine en 1462. La nef de l’église Notre-Dame a été détruite (la nef était plus large de 2 mètres et plus haute de 3,50 m que celle de l’église actuelle). Le chantier de reconstruction de l'église recommence entre 1460 et 1470. La construction de l'église prend fin vers 1490. Elle est plus petite que celle qui avait été construite au XIIIe siècle.

### Guerres de religion et restaurations
Les troubles reprennent après le massacre de Wassy, en 1562, avec l'affrontement entre protestants et catholiques, les guerres de religion. Le 26 septembre 1569, l’armée protestante commandée par le sieur de Fleurac s’empare de la ville. La tour de L’Auditeur (ancien donjon) résiste encore deux jours. Les faubourgs sont pillés. Il quitte la ville en la cédant à un autre chef protestant, le capitaine de Vivans. Lui-même se retire de la ville après l’avoir pillée avant l’arrivée de l’armée catholique dirigée par le sieur des Cars.

Nouveau massacre en 1572, celui de la Saint-Barthélemy. Les troupes catholiques sont battues dans un guet-apens. Les protestants réinvestissent Belvès. Ils transforment l’église Saint-Nicolas en temple. Puis les protestants évacuent la ville à la suite d'un traité entre catholiques et protestants.

Le 1er juillet 1577, le sieur de Bourrelie entre à Belvès avec une petite troupe qui se fait passer pour catholique et, une fois maître de la place, se déclare protestant. Les catholiques se retirent alors dans l’église de Montcuq qui est pourvue de muraille et de portes pour rendre la place intenable. Mais le sieur Bourrelie appelle le capitaine de Vivans qui arrive pour assiéger et attaquer le prieuré avec des mantelets afin d'abattre ses défenses. Les catholiques résistent à plusieurs assauts et tuent en particulier le sieur Pauliac, un lieutenant du capitaine de Vivans. Puis, à but de ressources, sans munitions, les catholiques capitulent avec promesse de vie sauve, mais à peine sortis de l’église, ils sont tous massacrés. Finalement, la même année, une trêve rend Belvès aux catholiques.

Profitant d'une trêve, Henri de Navarre séjourne au château de Pégaudou, situé sur la commune de Belvès, chez Annet de Commarque, du 13 au 14 juillet 1577. Mais les hostilités reprennent et le capitaine catholique Lamaurie fait occuper préventivement Belvès et le prieuré de Montcuq. Annet de Commarque réussit à reprendre le prieuré mais pas la ville de Belvès qui résiste aux protestants jusqu'à la fin des guerres de religion.

Après l'assassinat d'Henri III, Henri de Navarre devient roi de France. Il est couronné roi de France en 1594 après avoir abjuré le protestantisme.
L'église Notre-Dame est restaurée entre 1595 et 1610. Nouveaux travaux à l'intérieur de l'église en 1727.

### Après la Révolution
L'église est vendue comme bien national en juin et juillet 1796. Les biens de l'église et le presbytère sont achetés par Jean Cosse. Le presbytère est démoli par le nouveau propriétaire.
Après le concordat de 1801 sa veuve, Marie Pouzargue, fait don à la paroisse de tous ses biens. Cela permet de construire un nouveau presbytère.
En 1806 et 1807, la charpente et la couverture la nef sont refaites. Le mobilier de l'église étant très endommagé, on installe celui récupéré dans l'église du couvent des Frères Prêcheurs ou des Jacobins, en particulier la chaire et l'autel de la Vierge. D'autres autels proviennent peut-être de la chapelle Saint-Nicolas, avant que celle-ci ne s'effondre, en 1782. Ils ont été installés dans les chapelles du transept.
À partir de 1820, le curé Gamot entreprend la réalisation de grands travaux à l'intérieur de l'église. L'église est peinte et une tribune d'orgue est édifiée en 1821. On y installe un orgue du XVIIIe siècle, probablement récupéré à l'église des Pénitents Blancs de Belvès. On ne trouve dessus que la marque du facteur d'orgues du XIXe siècle Gadaud, de Paris, qui l'a livré en 1854.
En 1877, l'architecte Lavoine dirige d'importants travaux de restauration qui ont été poursuivis en 1894 par l'architecte Lambert.
En 1901, pour répondre aux critiques des paroissiens se plaignant des inégalités de dallage, un carrelage simple est posé.
En 1957, le pilier sud-ouest du clocher-porche ayant été miné par des écoulements d'eau, il doit être refait. L'orgue est électrifié.
Pour pouvoir exposer ce qui reste du trésor, on l'installe, en 1960, dans une chapelle fermée par une grille.
Les explosions faites par le passage du mur du son par les avions militaires entraînant le glissement des tuiles du toit, devant le refus des autorités de d'intervenir pour les faire cesser, la municipalité entreprend en 1966 de refaire le toit en lui donnant une plus faible pente.
En 1971, c'est la foudre qui frappe le clocher-porche détruisant une partie de sa toiture. Le clocher doit être refait en 1971-1972. Les orgues sont refaits en 1986-1987.

### Restauration de l'église
Une étude préalable sur la restauration générale de l'église a été faite en mai 2001. Elle a proposé de découper cette restauration en deux périodes : restauration extérieure de l'église comprenant les murs, les charpentes, les couvertures et les vitraux, puis la restauration intérieure.
La restauration extérieure a été commencée en mai 2003 et s'est terminée en mai 2007. 
La restauration intérieure a pour but de retrouver le décor intérieur des XVIIe et XVIIIe siècles. La phase III de cette restauration s'est terminée en 2017. Cette campagne de restauration a permis de mettre au jour des peintures murales du XVIIe siècle, dont saint Pierre délivré de sa prison par les anges et saint Pierre prêchant que Dieu ne fait pas de différence entre les hommes d'après le livres des Actes des apôtres. Les peintures du XVIIIe siècle  se trouvant sur le mur de l'abside sont cachées par les boiseries provenant d'un château. À la naissance des voûtes ont été peints des personnages de l'ancien testament (Isaac, Jacob, Moïse et Abraham) dans la travée 1 , les quatre piliers de la Foi (la religion, la charité, l'espérance et la foi) dans la travée 2, des pères de l'Église (saint Ambroise, saint Jérôme, saint Augustin, saint Grégoire Ier dans la travée 3.

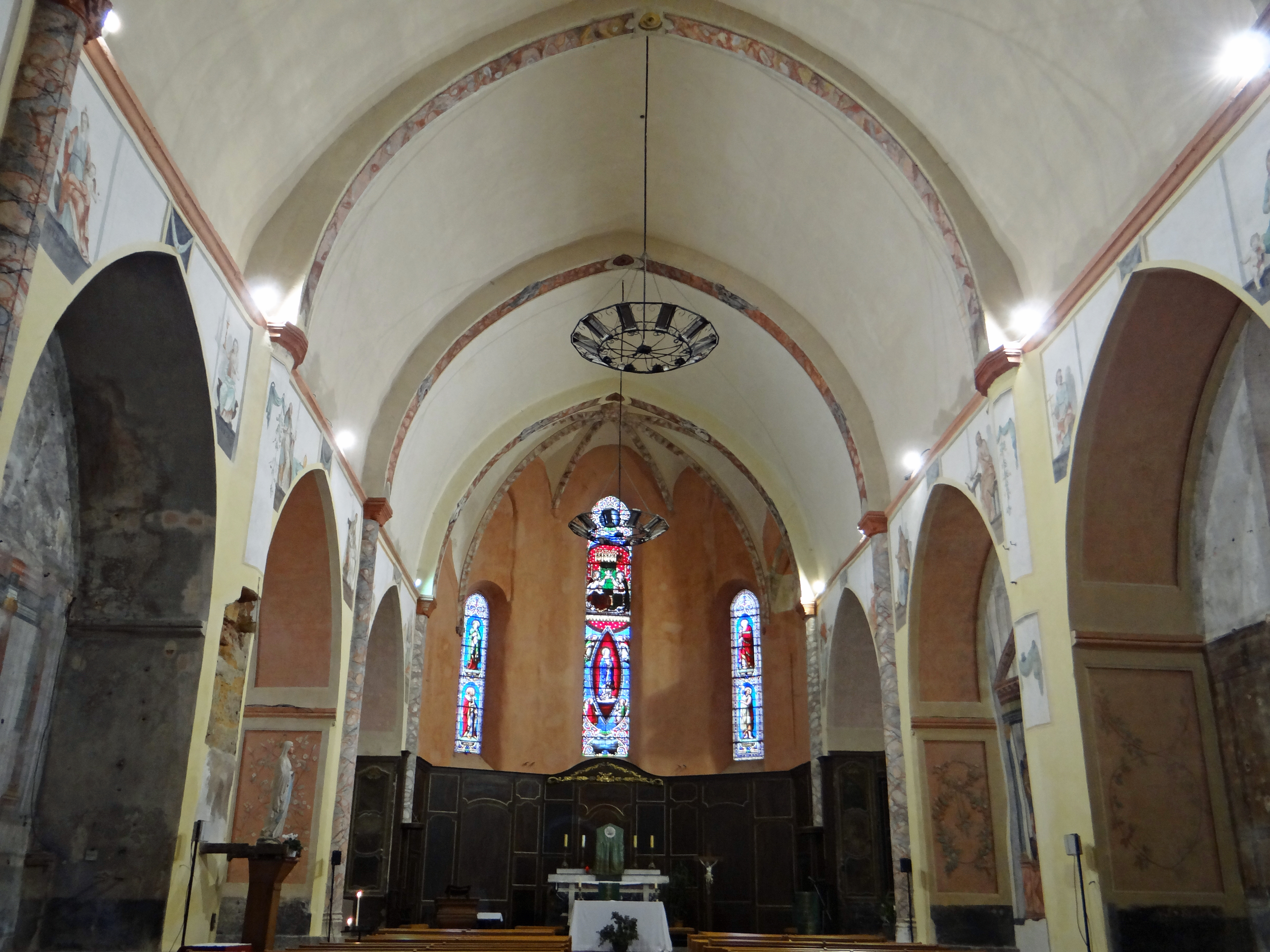
Vue de la nef vers le chœur
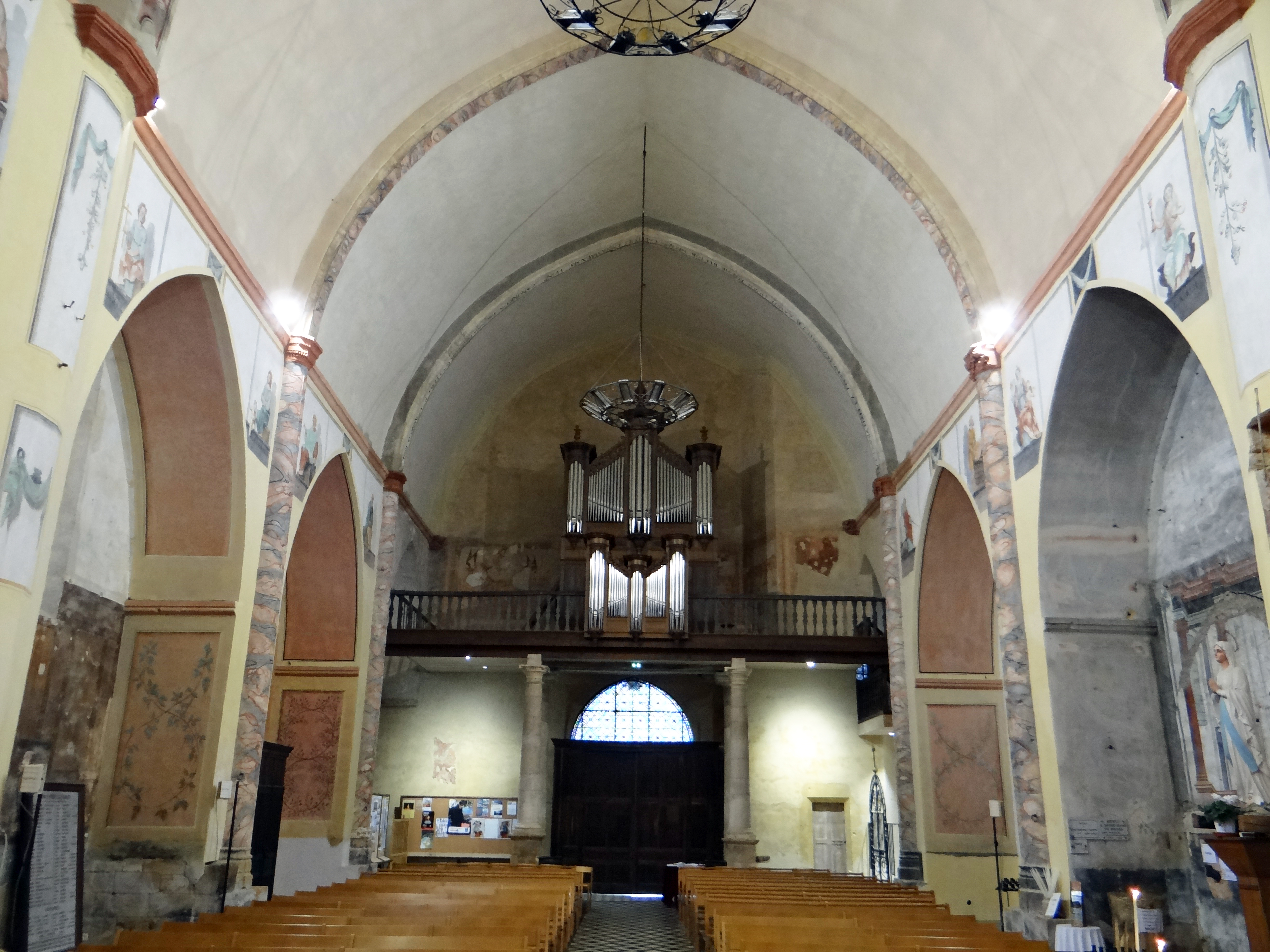
Vue de la nef vers la tribune d'orgue
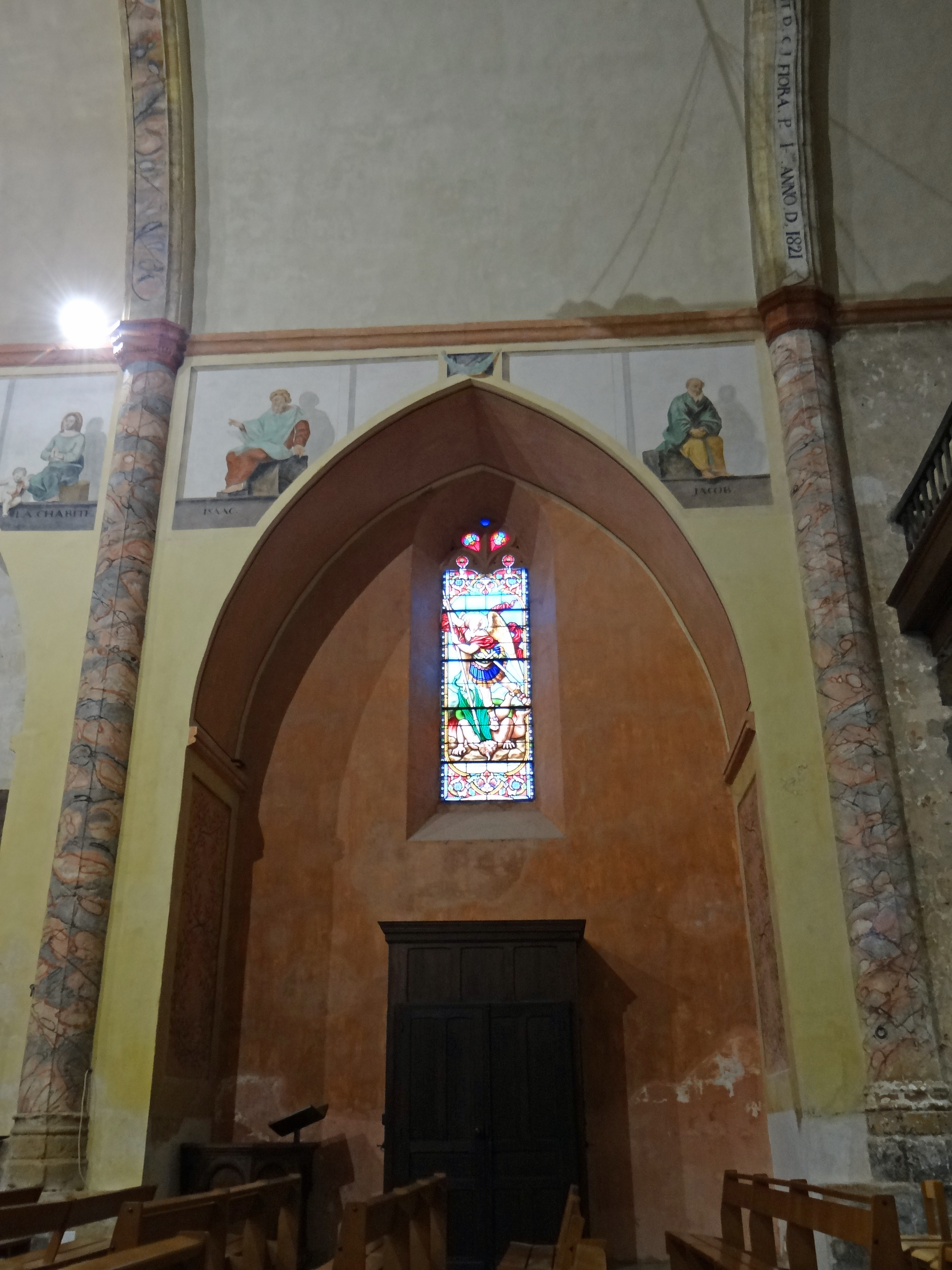
Peintures de la première travée côté sud : Isaac et Jacob. Vitrail représentant saint Michel terrassant le démon
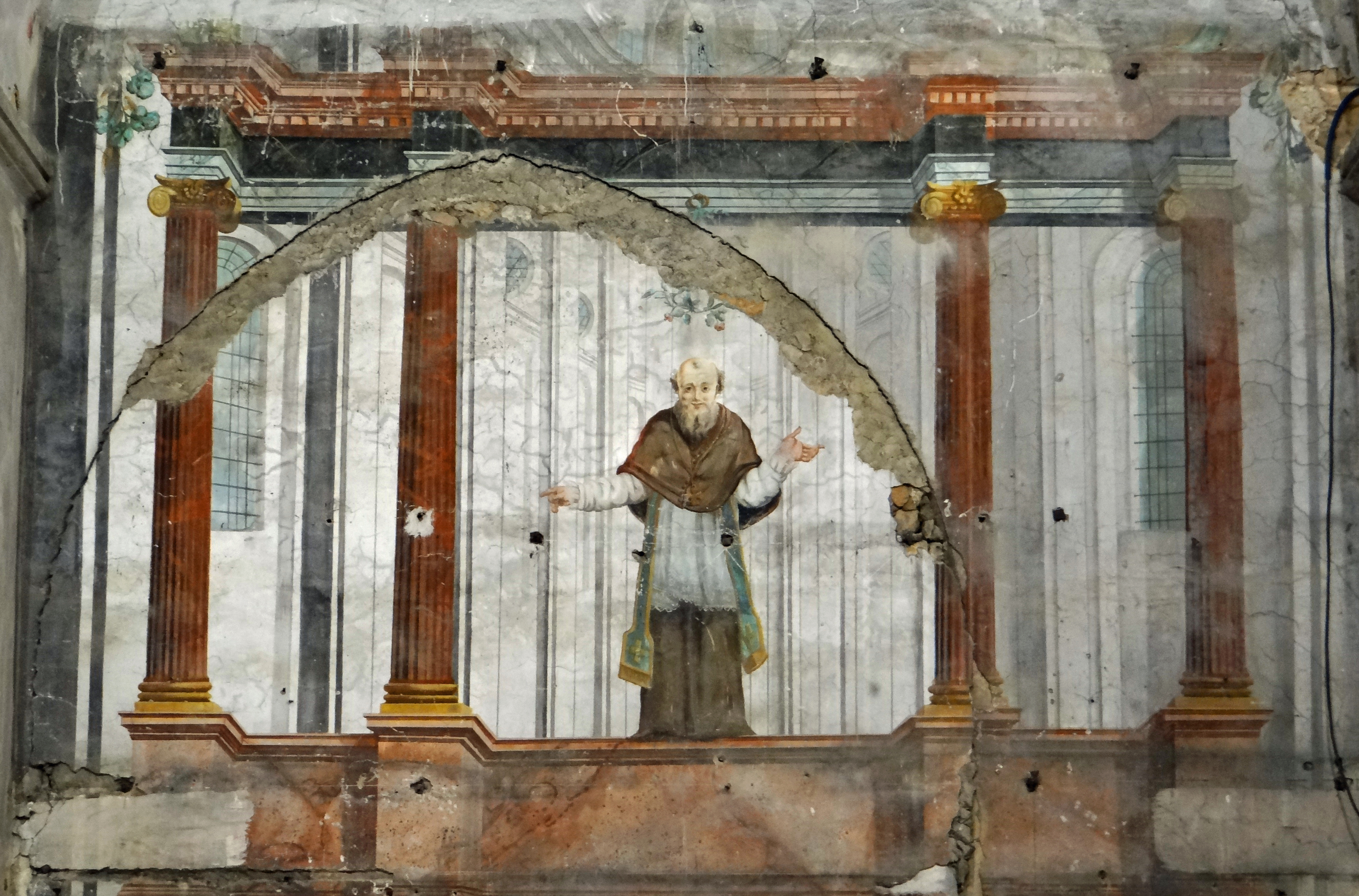
Peintures de la deuxième travée côté nord : saint François de Sales
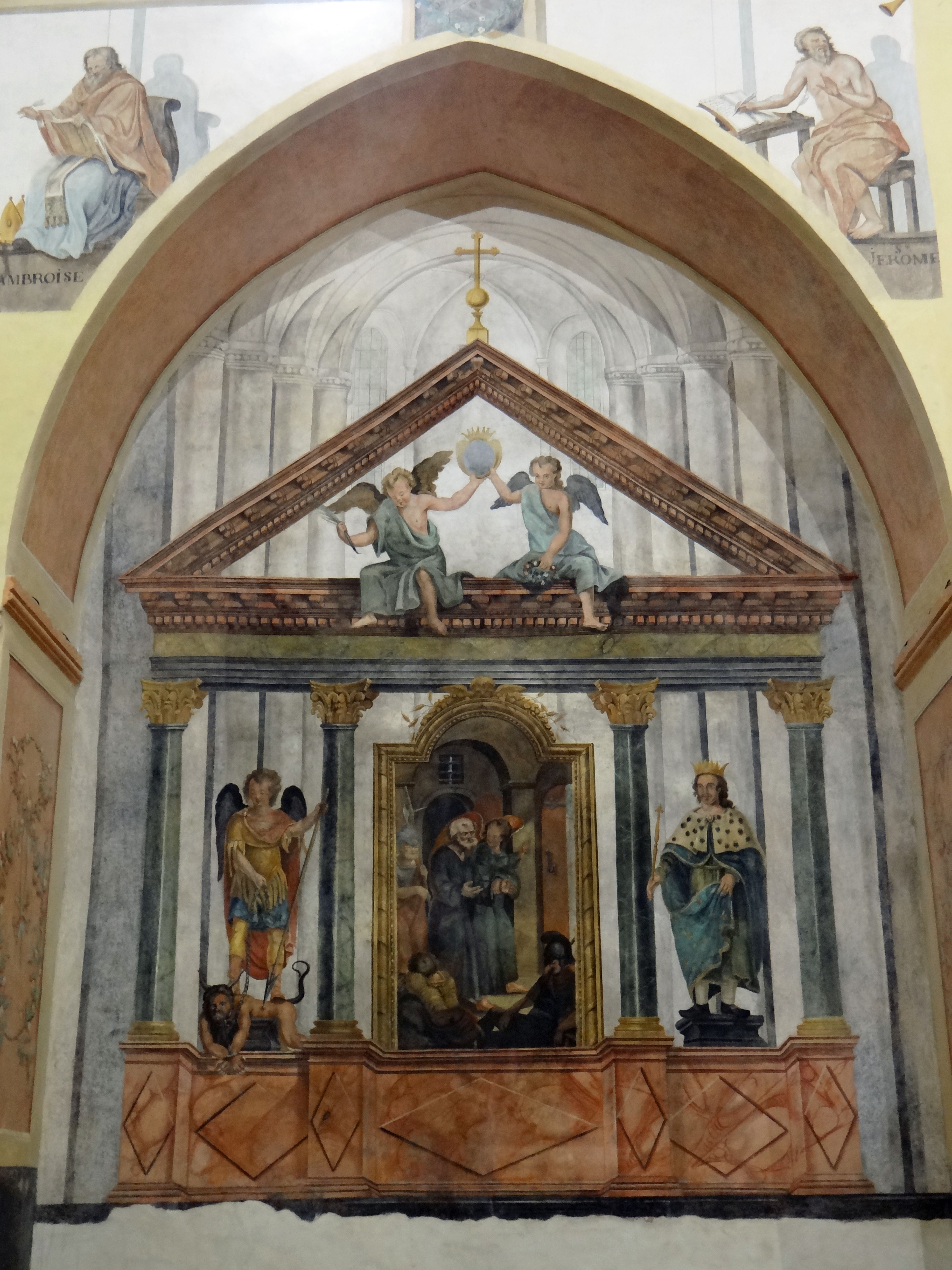
Peintures de la troisième travée côté sud : saint Pierre délivré de la prison par un ange. Au-dessus, les Pères de l'église, saint Ambroise et saint Jérôme
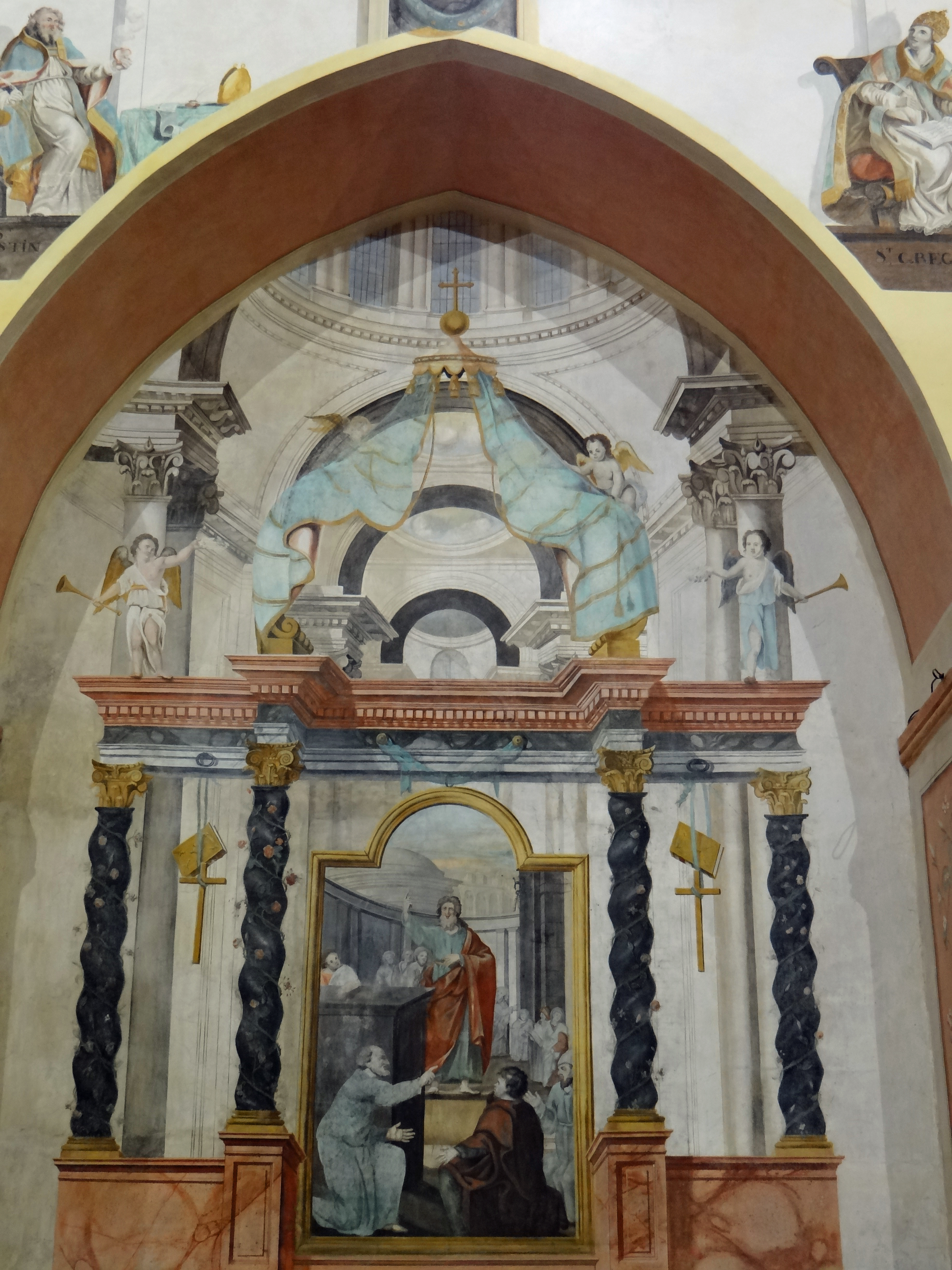
Peintures de la troisième travée côté nord : saint Pierre prêchant que Dieu ne fait pas de différence entre les Hommes, dans le livre des Actes des Apôtres. Au-dessus, les Pères de l'église, saint Augustin et saint Grégoire

## Protection
L'église est inscrite au titre des Monuments historiques en 1948, puis classée au titre des Monuments historiques en 2000. Elle fait l'objet d'une campagne de restauration, entreprise en 2002 et prévue durer dix ans.

## Orgue de Belvès

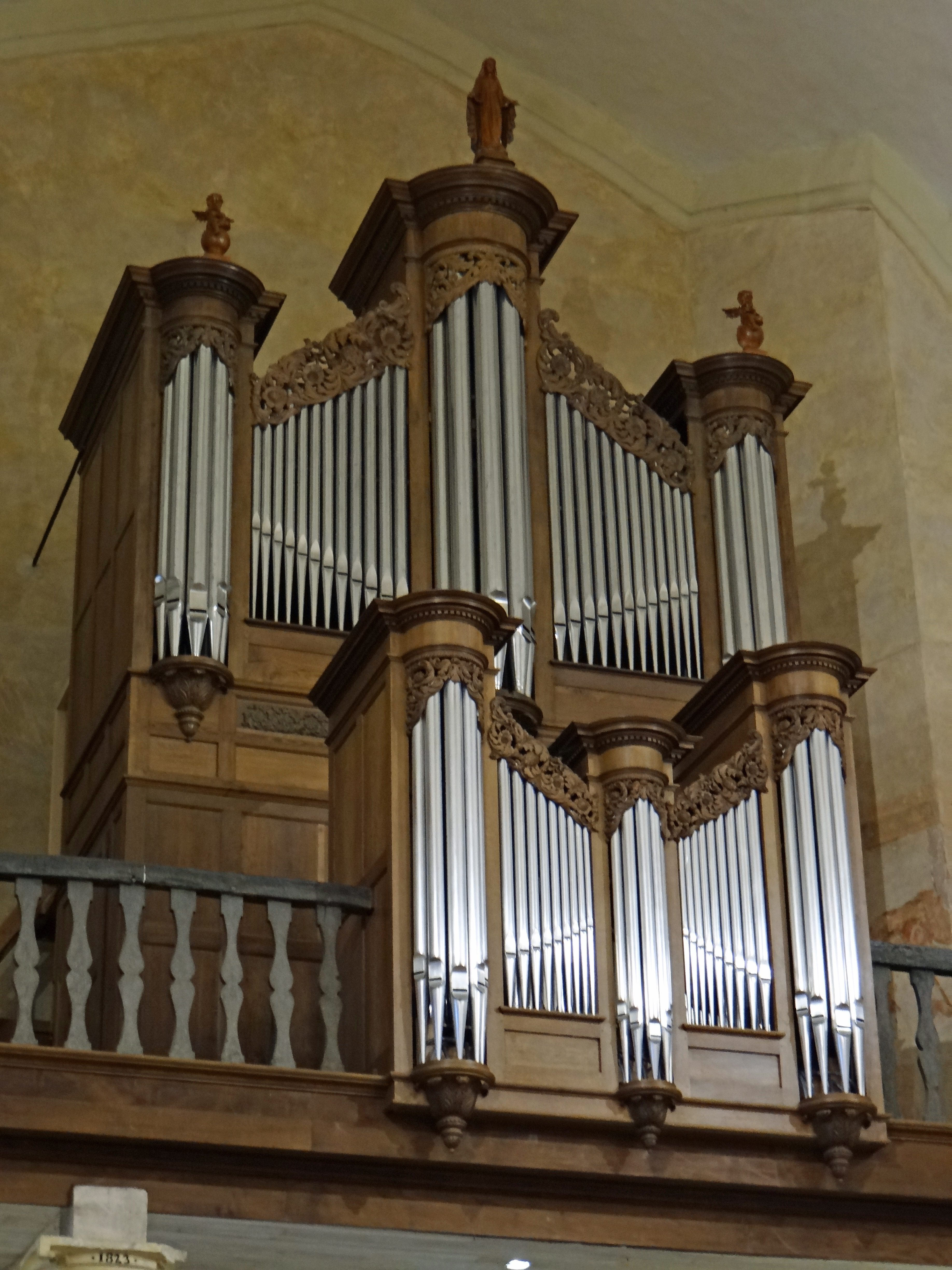
Orgue de l'église Notre-Dame de l'Assomption de Belvès.

Le buffet d'orgue et presque tous les tuyaux datent de la fin du XVIIIe siècle. L'orgue a été mis en place par le facteur d'orgues Charles Jean-Baptiste Gadaud en 1854,,. Des modifications lui ont été apportées au début du XXe siècle et dans les années 1970. L'orgue a été restauré par le facteur d'orgues espagnol Gerhard Grenzig en 1986 suivant les plans de l'organiste Francis Chapelet.
L'orgue a été démonté pendant la restauration de l'église, en novembre 2009, puis restauré en 2014 remonté fin décembre 2015. Un troisième clavier a été ajouté par les ateliers de Bertrand Cattiaux. L'orgue a été inauguré le 1er juillet 2016 par l'organiste Olivier Latry.